# Marcantonio Zimara
 (novembre 2023).
Marcantonio Zimara (San Pietro in Galatina (Lecce), v. 1475 – Padoue, 1532) est un philosophe et médecin italien de la Renaissance.

## Biographie
Il fit ses études de philosophie à l'Université de Padoue, sous la direction d'Agostino Nifo et Pietro Pomponazzi. Il passe ensuite à la Faculté de médecine, tout en commençant à enseigner la logique (1501-1505). Il devient ensuite professeur de philosophie naturelle (1505-09). Il retourne ensuite à sa ville natale, San Pietro in Galatina, dans les Pouilles. Il devient ensuite professeur de philosophie naturelle et de médecine théorique à l'Université de Salerne (1518/19-22), et enseigne enfin la métaphysique à Naples (1522-23), avant de revenir comme professeur de philosophie à Padoue (1525-8). Il n'a pas produit une œuvre originale et personnelle, mais est une figure-clé de la diffusion moderne des œuvres averroïstes, notamment de Jean de Jandun, ainsi que d'Albert le Grand et de John Baconthorp. Ses Tabulae ont eu un succès éditorial immense, et ont servi d'accès priviligié à l'œuvre d'Aristote et à son commentateur Averroès jusqu'aux grands index modernes, comme ceux de Hermann Bonitz.

## Œuvres
- Tabula dilucidationum in dictis Aristotelis et Averrois, Venetiis, Octavianum Scotum, 1537.
- Theoremata, seu memorabilium propositionum limitationum, Venetiis, Octavianum Scotum, 1539 ; Venetiis, apud Petrum de Fine, 1556.